# Divjaka
Divjaka (obestämd albansk form: Divjakë) är en ort och kommun i prefekturen Fier i Albanien. Den nuvarande kommunen bildades 2015 genom sammanslagningen av kommunerna Divjaka, Grabian, Gradishta, Remas och Tërbuf. Kommunen hade 34 254 invånare (2011) på en yta av 309,58 km². Den tidigare kommunen hade 8 445 invånare (2011).